# Ceratocombus hesperus
Ceratocombus hesperus är en insektsart som beskrevs av Mcatee och Malloch 1925. Ceratocombus hesperus ingår i släktet Ceratocombus och familjen dvärgskinnbaggar. Inga underarter finns listade i Catalogue of Life.